# Monasterio de Kremikovtsi

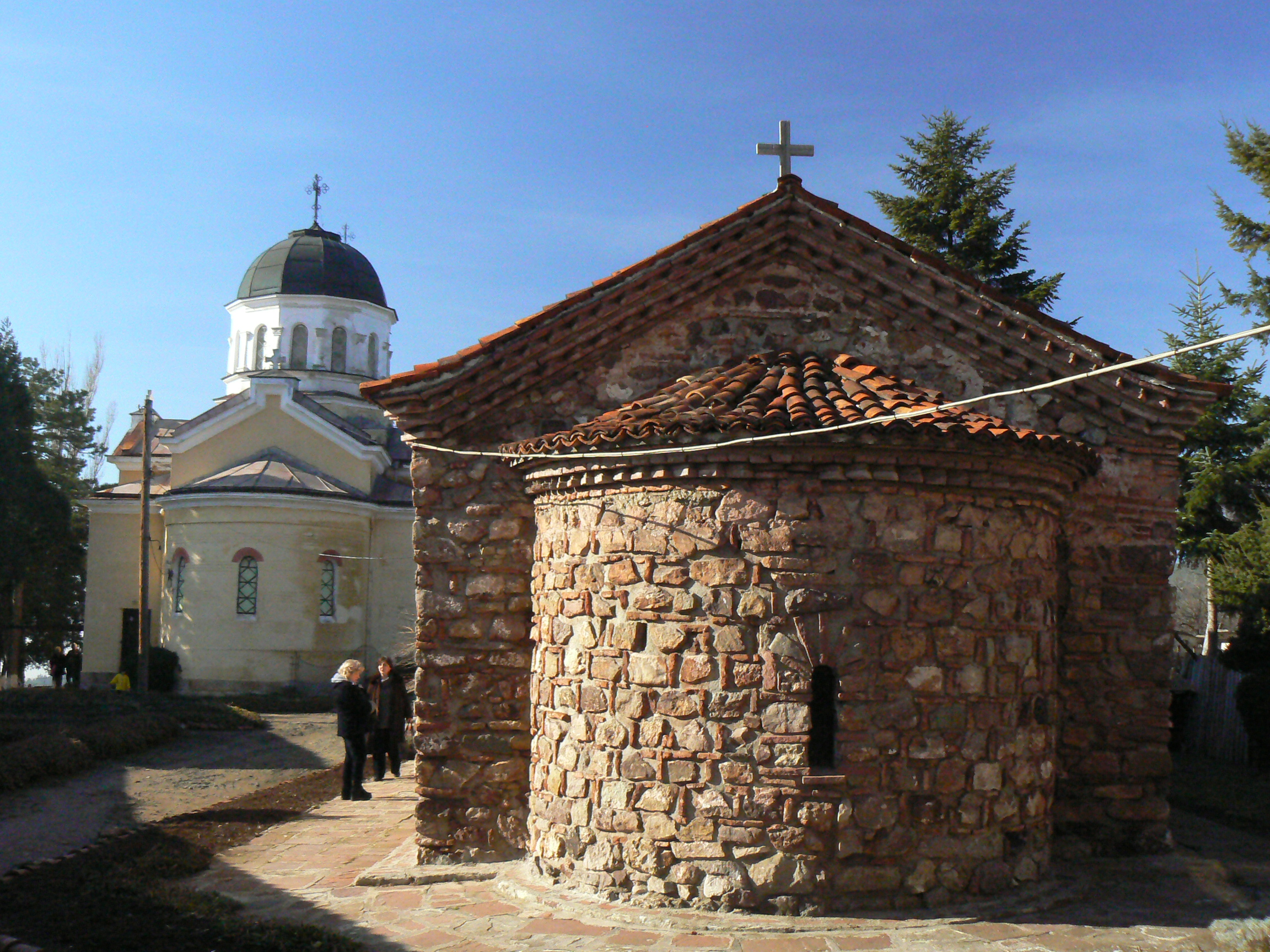
El patio del Monasterio de Kremikovtsi con la iglesia vieja y la nueva.

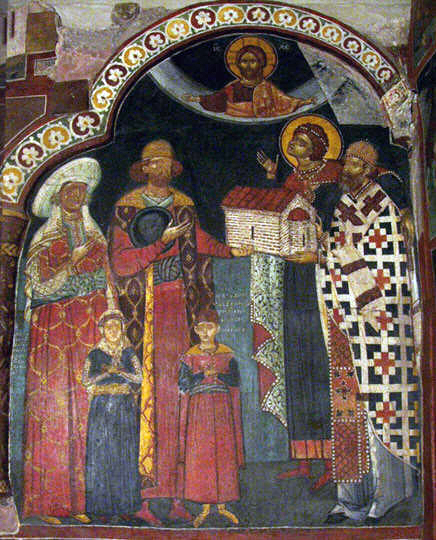
Retrato de donante del siglo XV de Radivoi, su familia y el obispo Kalevit en la iglesia vieja

El Monasterio de San Jorge de Kremikovtsi (en búlgaro: Кремиковски манастир „Свети Георги“, Kremikovski manastir „Sveti Georgi“) es un monasterio ortodoxo búlgaro emplazado cerca de Kremikovtsi, al nordeste de la capital de Bulgaria, Sofía. Fundado durante el Segundo Imperio búlgaro (siglos XII-XIV) y reconstruido en 1493 por un noble búlgaro, el monasterio cuenta con dos iglesias. La iglesia vieja es notable por sus frescos del siglo XV.

## Historia
El Monasterio de Kremikovtsi está construido sobre una colina a 4 km de la antigua localidad de Kremikovtsi, actualmente un barrio periférico de Sofía. Kremikovtsi se encuentra justo al nordeste de Sofía, al pie de los Montes Balcanes. El monasterio fue fundado durante el Segundo Imperio búlgaro, posiblemente a mediados del siglo XIV, por orden del zar Iván Alejandro (r. 1331-1371). Con la conquista otomana de los Balcanes a finales del siglo XIV, el monasterio fue destruido en 1398.
El monasterio fue reconstruido en 1493 por el boyardo Radivoi de Sofía y el obispo metropolitano de Sofía, Kalevit. La acción de Radivoi es prueba directa de que la aristocracia medieval búlgara permaneció hasta cierto punto durante los primeros años del periodo otomano. La iglesia del monasterio fue reconstruida con grava en forma de iglesia de una sola nave sin cúpula. Radivoi dedicó la iglesia a sus dos hijos fallecidos, Teodor y Dragana. Poco después de la reconstrucción del templo, el nártex fue destruido por un terremoto y reconstruido en 1503. La iglesia sufrió nuevos daños (particularmente en el muro sur) debido a los terremotos que afectaron a la región de Sofía en los siglos XVI y XVII, y fue reparada en 1611. En el siglo XVIII, se añadió un exonártex.
En el patio del monasterio, al lado de la iglesia medieval original, se construyó una segunda iglesia de mayor tamaño, dedicada a la Protección de la Madre de Dios. Junto con otras edificaciones nuevas, fue construida entre 1901-1902 para atender a las nuevas residentes del monasterio, veinte monjas de Vardar Macedonia que habían llegado en 1879.

## Arte y cultura
La iglesia vieja contiene frescos de varios periodos históricos en sus muros interiores. La primera capa de arte mural fue encargada por Radivoi e incluye un retrato de donante (ktetor) de Radivoi y su familia que presentan un modelo de la iglesia junto con el obispo metropolitano Kalevit. Los frescos de este periodo, que se encuentran especialmente en la parte oriental del nártex, están considerados entre las obras más valiosas del siglo XV en Bulgaria. A estos se añadieron nuevos frescos en los siglos XVII y XVIII. Una pintura mural de un San Jorge sentado que apoya los pies sobre un dragón decora la sección principal de la iglesia. Otra imagen del mismo santo (aunque a caballo) decora una hornacina en el muro sur. En el espacio del altar resalta una imagen de la Theotokos (Madre de Dios).
Además de los frescos, otro recuerdo de la reconstrucción del monasterio es un relicario de plata comisionado por Radivoi en 1493 y utilizado posteriormente para contener las reliquias de San Jorge el Nuevo de Sofía. El relicario fue robado en 1990, pero fue recuperado y devuelto al monasterio diez años después, en 2000. Los iconos del monasterio varían en antigüedad entre los siglos XV y XIX. Entre ellos, destaca una imagen de San Jorge de 1667 y una imagen de Cristo Pantocrátor con un estilo muy similar al de un fresco de 1493 que lo podría atribuir al mismo autor.
En el siglo XV, el Monasterio de Kremikovtsi fue un centro educativo y cultural de Bulgaria. Entonces, albergaba dos escuelas para laicos y una para el clero. Un manuscrito ilustrado de 1497 producido para Peyu y Petko, dos ciudadanos de Sofía, el Evangelio de Kremikovtsi, muestra la existencia de una tradición caligráfica en el monasterio.